# Catarina de Alexandria
Catarina de Alexandria, também conhecida como A Grande Mártir Santa Catarina (em grego: ἡ Ἁγία Αἰκατερίνη ἡ Μεγαλομάρτυς) é uma santa e mártir cristã que foi uma notável intelectual no início do século IV. Passados 1 100 anos, Joana d'Arc disse que Santa Catarina apareceu-lhe várias vezes. A Igreja Ortodoxa a venera como uma "grande mártir", e na Igreja Católica, ela é tradicionalmente reverenciada como um dos Catorze santos auxiliares.

## Vida
Catarina nasceu na cidade egípcia de Alexandria e cresceu como uma pagã, mas em sua adolescência converteu-se ao cristianismo. Diz-se que ela visitou seu contemporâneo, o imperador romano Maximino Daia, e tentou convencê-lo do erro moral na perseguição aos cristãos. Ela conseguiu converter a esposa de Maximiano, e também muitos pagãos que o imperador enviou para disputar com ela.

## Conversão
Numa visão, Catarina foi transportada para o céu, encontrou-se com o menino Jesus e a Virgem Maria e, em êxtase, casou-se misticamente com Cristo, convertendo-se ao cristianismo. Ela tinha, na época, dezoito anos de idade.

## Condenação
Foi então à presença do imperador romano Maximino Daia, que perseguia os cristãos, censurando-o por sua crueldade. Apontou a limitação do imperador, por ser pagão, e afirmou que o seu Deus era o único realmente vivo e o seu rei era Jesus Cristo.
O imperador mandou prendê-la no cárcere até que viessem os 50 maiores sábios da província de Alexandria e a humilhassem por causa da sua argumentação aparentemente simples.
Quando chegaram, os sábios riram-se do imperador por tê-los convocado para contra-argumentar com uma simples garota. Porém, o imperador os advertiu que, se conseguissem convencê-la, ele os presentearia com os melhores bens do mundo; mas se não conseguissem, ele os condenaria à morte. Catarina foi tão plenamente sábia nas suas colocações e argumentos que mesmo perante esta ameaça os sábios não conseguiram convertê-la aos ídolos. Pelo contrário, vencidos pela eloquência de Catarina, converteram-se ao cristianismo. Frustrado, o imperador mandou prender e torturar Catarina na masmorra. Visitada na prisão pela esposa do imperador e pelo chefe de sua guarda, Catarina os converteu, fazendo o mesmo com inúmeros soldados. Mais enfurecido ainda, o imperador mandou assassinar os sábios e a sua esposa, lançou os guardas aos leões no Coliseu e condenou Catarina à morte lenta na roda (instrumento de tortura que mutilava e causava grande sofrimento). Diz a lenda católica que quando foram amarrar Catarina na roda, ela fez o sinal da cruz e a roda se quebrou. Ao determinar sua execução, apareceu-lhe o arcanjo Miguel para confortá-la e Catarina rezou suplicando que, em nome do seu martírio, Deus ouvisse as orações de todos aqueles que a ele recorressem e que tudo obtivessem por sua intercessão. Por fim, Catarina de Alexandria, então com apenas 18 anos, morreu decapitada.
Três séculos mais tarde, o seu corpo, incorrupto, foi encontrado por monges e levado para o Mosteiro da Transfiguração, onde algumas das suas relíquias e o seu nome ficaram até hoje.
Foi ouvindo a voz de Santa Catarina que Santa Joana d'Arc encontrou a espada que usaria em sua missão e que mudaria a história da França. Junto de Santa Margarida e do arcanjo Miguel, era uma das vozes que falavam com ela e a instruíram na sua missão de salvar a França.
Santa Catarina é considerada padroeira dos estudantes, filósofos e professores e também invocada pelos que trabalham com rodas e contra acidentes de trabalho. No Brasil, é a padroeira principal do Estado e da Ilha de Santa Catarina, que inclusive são uma homenagem a ela, e co-padroeira da Catedral metropolitana de Florianópolis.

## Esclarecimento
Em 1969, a Igreja Católica omitiu do Calendário Litúrgico Universal a celebração do dia 25 de novembro, em memória de seu martírio. Essa omissão foi mal interpretada como uma espécie de cassação, pois Santa Catarina de Alexandria continua a ser legitimamente venerada nos calendários particulares das dioceses e paróquias.
As razões da atual revisão histórica são: a) a descoberta de afrescos dos séculos IX e VIII, em Roma e em Nápoles, com a identificação de seu nome Ekaterina; b) perante essa descoberta, hoje não é mais possível afirmar a falsa ideia de que seu culto começou apenas na época dos cruzados (que era justamente um dos argumentos para a tese de um culto particular que se tornou popular pelos seus devotos); c) devemos salientar o princípio de que não é o documento que está na origem do culto e que não parece científico negar sua historicidade a partir do argumento de escassez documental; d) devemos também frisar a distinção hermenêutica entre o núcleo histórico e lendário nas narrativas.
Suas relíquias no Monte Sinai são autênticas e provam sua existência na sociedade egípcia da época. A grande mártir Santa Catarina de Alexandria então tornou-se popular e venerada em todas as partes do mundo.
Recentemente o papa São João Paulo II recolocou sua memória no Missal Romano, mas como memória facultativa, mostrando claramente a fé da Igreja Católica em sua intercessão.